# Les Mystères de Lyon
Les Mystères de Lyon est un roman de Jean de la Hire mettant en scène les aventures du Nyctalope. Ce roman-feuilleton est paru dans le quotidien Le Matin à partir du 22 janvier 1933, puis la même année aux éditions Jules Tallandier dans la collection « Le Livre national » en deux volumes : Les Mystères de Lyon et Les Adorateurs du sang.

## Résumé
L'histoire débute en juin 1931 par deux meurtres. Une femme, puis un agent secret sont jetés dans le Rhône sous les yeux d'un autre agent secret qui suivait les assassins. Rapidement, tous les agents du Comité d'information et de défense (C.I.D.) dirigé par le Nyctalope sont mobilisés autour de cette affaire. Ils découvrent que la femme a eu la cervelle et la moelle épinière remplacées par des algues et qu'elle a été saignée de manière satanique. Le Nyctalope en conclut, à l'aide de livres savants, à l’œuvre d'une secte satanique. 
Il se met alors sur la piste de la princesse Alouh T'Hô à la tête des Adorateurs du sang – secte qui revitalise ses adeptes grâce au sang et au fluide vital de jeunes individus, qu'ils enlèvent avant de les tuer.

## Source d'inspiration
En 1928, une femme nue est retrouvée dans le Rhône avec une cordelette autour du cou. L'enquête policière met en évidence la présence de livres ésotériques et satanistes dans la bibliothèque de la victime. Alors que la thèse officielle conclut à un chantage ayant mal tourné, certains quotidiens évoquent la thèse d'un crime rituel organisé par une secte sino-japonaise. Jean de la Hire aurait gardé le substrat de l'histoire : une femme nue découverte dans le Rhône, le cou serré par une cordelette et la ville de Lyon comme décor principal. Il accrédite totalement l'hypothèse farfelue de la presse avec sa secte sino-japonaise et son meurtre rituel.

## Publications
- 1933. Parution en feuilleton dans Le Matin du 22 janvier au 30 avril 1933.
- 1933. Parution en deux volumes aux éditions Tallandier : Les Mystères de Lyon et Les Adorateurs de sang dans la collection « Le Livre national » n°927 et n°928
- 1938. Réédition en un seul volume aux éditions Tallandier : Les Mystères de Lyon dans la collection « Les meilleurs romans de drame et d'amour » n°37
- 1979. Parution en deux volumes aux éditions Marabout : Les Mystères de Lyon. Tome 1 et 2, n°1045 et 1046
- 2000. Parution aux éditions Omnibus : Les Mystères de Lyon dans Gens de Lyon (collectif)  (ISBN 9782258051492)